# Mezcala (Guerrero)
Mezcala es una localidad del estado mexicano de Guerrero. Es parte del municipio de Eduardo Neri.

## Toponimia
El nombre «Mezcala» proviene de los términos en náhuatl: mezcalli, mezcal; tlan, lugar. Su significado es «lugar del mezcal».

## Demografía
| Gráfica de evolución demográfica |
|                                  |

| Censo | Población |
| ----- | --------- |
| 1900  | 655       |
| 1910  | 700       |
| 1921  | 604       |
| 1930  | 756       |
| 1940  | 732       |
| 1950  | 1 035     |
| 1960  | 1 151     |
| 1970  | 1 168     |
| 1980  | 1 681     |
| 1990  | 1 862     |
| 2000  | 1 727     |
| 2010  | 3 763     |
| 2020  | 5 654     |